# تشارلز بارتون (لاعب كريكت)
تشارلز بارتون (بالإنجليزية: Charles Barton)‏ (26 أبريل 1860 في المملكة المتحدة - 3 نوفمبر 1919 في المملكة المتحدة) هو لاعب كريكت بريطاني (وحمل سابقاً جنسية المملكة المتحدة لبريطانيا العظمى وأيرلندا). لعب مع نادي مقاطعة هامبشاير للكريكت ‏ وEuropeans cricket team ‏.

## وصلات خارجية
- تشارلز بارتون على موقع إي آس بي آن كريك إنفو (الإنجليزية)